# 金带梅鲷
金带梅鲷（学名：Caesio chrysozona）为笛鲷科梅鲷属的鱼类，俗名金带乌尾鮗。分布于日本、菲律宾以及中国南海、台湾海峡南部等海域，属于中上层鱼类。该物种的模式产地在印度尼西亚。